# 恋する♡ヴァンパイア
『恋する♡ヴァンパイア』（こいするヴァンパイア）は、2015年4月17日に公開された日本の映画作品。

## 概要
人間の世界で普通の人間として生きる女ヴァンパイアと、彼女が8年ぶりに再会した人間の幼馴染との恋の物語。監督・脚本は北京の中央戯劇学院で演劇を学び、本作が映画初監督作品となる鈴木舞。主人公のヴァンパイアを『100回泣くこと』『荒川アンダー ザ ブリッジ』の桐谷美玲が、歌手を目指す幼馴染をアイドルグループ「A.B.C-Z」のメンバー、戸塚祥太が演じる。香港のイーキン・チェンや、台湾のモン・ガンルー、韓国のチェ・ジニョクといった国際色豊かな顔ぶれが脇を固めている。

## あらすじ
世界一のパン職人を夢見ながらパン屋で働くキイラは、普通の女の子の素顔の裏にヴァンパイアの血を引いているという誰にも明かすことのできない秘密を持っていた。ある日、彼女の前に、幼馴染の哲が現れる。哲は毎日のように一緒に遊んでいたキイラの初恋の相手だったが、8年前に哲の両親が亡くなり、親戚に引き取られてからは、ふたりは離れ離れに暮らしていた。キイラは再会を喜び、恋心を募らせるが、ヴァンパイアと人間との違いに直面し、思い悩む。

## キャスト
- キイラ - 桐谷美玲
- 哲 - 戸塚祥太（A.B.C-Z）
- ナツ - 三戸なつめ
- みき - モン・ガンルー
- マイク - チェ・ジニョク
- デレック - イーキン・チェン
- 力彦 - 田辺誠一
- まりあ - 大塚寧々
- - 中川晃教
- - 斎藤歩
- 宗二郎 - 柄本明
- 川島鈴遥、放課後プリンセス、クールポコ。、ゴー☆ジャス、東加奈子、かとうあつき、掛田誠、いちご姫　ほか

## スタッフ
- 監督・原作・脚本：鈴木舞
- 音楽：安藤禎央
- 主題歌：三戸なつめ『コロニー』
- 撮影監督：梅根秀平
- 編集：加藤ひとみ
- 音響効果：渋谷圭介
- 美術：黒瀧きみえ
- スクリプター：大西暁子
- スタイリスト：西ゆり子・吉田奈緒美
- 装飾：松田光畝
- 録音：小宮元
- 助監督：茂木克仁
- 監督補：橋本光二郎
- アクション監督 - 園村健介	（補佐：川本耕史）
- ファッションディレクター：軍地彩弓
- VFX：スープ・デジタル
- 特別協賛：セイコーホールディングス
- 協賛：キタムラ、近澤レース店、ポンパドウル
- 製作代表：中林広樹・矢内廣・林三郎・村松俊亮・宮島秀司
- プロデューサー：西本龍治・原淳・平林勉
- 企画・プロデュース：宮島秀司
- 企画・製作：ブラ・インターナショナル
- 制作プロダクション：スーパーフィルムス
- 配給・宣伝：ファントム・フィルム
- 製作：「恋する♡ヴァンパイア」フィルムパートナーズ（浅間製作所、ぴあ、第一興商、ソニー・ミュージックレーベルズ、ブラ・インターナショナル）

## エピソード
- タイトルの「♡」（ハートマーク）は、機種依存文字のため、「・」（中黒）に置き換えられたり、省略して表記されることが多い。
- 夫婦役で出演している田辺誠一と大塚寧々は、実生活でも夫婦である[1]。
- 2015年4月17日、初日舞台挨拶が行われたTOHOシネマズ新宿は、この日がグランドオープン[2][3]。

## 書籍
- 原作小説『恋する♡ヴァンパイア』（鈴木舞、小学館文庫、2015年4月7日発売、ISBN 4094061452、ISBN 9784094061451）
- 漫画『恋する♡ヴァンパイア』（杉しっぽ、原案・鈴木舞、フラワーコミックス、2015年4月10日発売、ISBN 4091371752、ISBN 9784091371751）

## ミュージカル
2018年3月から4月にかけて東京、広島、大阪で上演。ヴァンパイアであるキイラと人間である哲の恋物語を女性視点で描いた映画版と異なり、ミュージカル版ではヴァンパイアである哲と人間であるキイラの恋物語が男性視点で描かれる。主演は映画でも哲役を演じた戸塚祥太、ヒロインのキイラ役は当時乃木坂46の樋口日奈、演出は児玉明子。戸塚は本作がミュージカル初主演となる。
公演日程
- 東京公演：2018年3月9日 - 11日、天王洲 銀河劇場
- 広島公演：2018年3月16日、JMSアステールプラザ・大ホール
- 大阪公演：2018年3月23日 - 25日、森ノ宮ピロティホール
- 東京凱旋公演：2018年3月28日 - 4月1日、天王洲 銀河劇場

キャスト（ミュージカル）
- 金子 哲 - 戸塚祥太（A.B.C-Z）
- キイラ - 樋口日奈（当時乃木坂46）
- ハルト - 京本大我（SixTONES）[6]
- ジョセフ - 和田泰右（D☆D）[7]
- アーロン - 高岡裕貴[7]
- タイガー - 関根慶祐[7]
- 太郎 - 皇希[7]
- サニー - 新田恵海、菊地美香 ※Wキャスト[7]
- まりあ - 小野妃香里[7]
- 力彦 - 鎌田誠樹[7]
- デレック - 東山義久[6]
- アンサンブルキャスト - 相ヶ瀬龍史、田川景一、白山博基、辺田友文、今込楓、吉田彩美、仲本詩菜、谷口愛祐美[5]

## 外部リスト
- 映画『恋する♡ヴァンパイア』公式サイト
- 映画『恋するヴァンパイア』公式 (@lovevampire_m) - X（旧Twitter）
- PHANTOM FILM
- 恋する・ヴァンパイア - allcinema
- 恋する・ヴァンパイア - KINENOTE
- 恋する・ヴァンパイア - MOVIE WALKER PRESS
- 恋する・ヴァンパイア - 映画.com
- 映画『恋する♡ヴァンパイア』公式 (@koisuru_vampire) - Instagram
- ミュージカル
  - ミュージカル「恋する♡ヴァンパイア」公式サイト
  - ミュージカル「恋する♡ヴァンパイア」公式 (@mu_lovevampire) - X（旧Twitter）